# 1956年メルボルンオリンピックのオーストリア選手団
1956年メルボルンオリンピックのオーストリア選手団（1956ねんメルボルンオリンピックのオーストリアせんしゅだん）は、1956年11月22日から12月8日にかけてオーストラリアのメルボルンで開催された1956年メルボルンオリンピックのオーストリア選手団、およびその競技結果。

## メダル
| メダル | 選手名                          | 競技   | 種目          |
| ------ | ------------------------------- | ------ | ------------- |
| 銅     | Max Raub Herbert Wiedermann     | カヌー | 男子K-2 1000m |
| 銅     | Alfred Sageder Josef Kloimstein | ボート | 舵なしペア    |